# Saltacionizam
Saltacionizam (od lat. saltus: skok), u biologiji iznenadna promjena od jedne do druge generacije koja je velika, ili veoma velika, u usporedbi s običnom varijacijom nekog organizma. Termin se rabi za nestupnjevite promjene (navlastito u jednokoračnoj specijaciji) koje su atipične ili krše gradualizam obuhvaćen modernom evolucijskom teorijom.

## Više informacija
- katastrofizam
- filetički gradualizam
- brzi modovi evolucije
- Leo S. Berg
- povijest evolucijske misli
- eklipsa darvinizma

## Preporučena literatura
- Thomas C. Baker. (2002). Mechanism for saltational shifts in pheromone communication systems. Proceedings of the National Academy of Sciences. USA 99. 13368-13370.
- Richard M. Bateman, William A. DiMichele. (2002). Generating and filtering major phenotypic novelties: neoGoldschmidtian saltation revisited. U: Cronk QCB, Bateman RM, Hawkins JA, eds. Developmental genetics and plant evolution. London: Taylor & Francis. str. 109–159.
- Brian K. Hall, Roy D. Pearson, Gerd B. Müller. (2004). Environment, Development, and Evolution: Toward a Synthesis. MIT Press. ISBN 978-0262083195
- Ulrich Kutschera, Karl J. Niklas. (2008). Macroevolution via secondary endosymbiosis: a Neo-Goldschmidtian view of unicellular hopeful monsters and Darwin's primordial intermediate form. Theory in Biosciences 127: 277-289.
- David J. Merrell. (1994). The Adaptive Seascape: The Mechanism of Evolution. University of Minnesota Press. ISBN 978-0816623488
- Jeffrey H. Schwartz. (2006). Sudden origins: a general mechanism of evolution based on stress protein concentration and rapid environmental change. The Anatomical Record. 289: 38–46.
- Gamberale-Stille G, Balogh AC, Tullberg BS, Leimar O. (2012). Feature saltation and the evolution of mimicry. Evolution 66: 807-17.
- Guenter Theissen. (2009). Saltational evolution: hopeful monsters are here to stay. Theory in Bioscience. 128, 43-51.

## Vanjske poveznice
- New species evolve in bursts by Kerri Smith